# David Abel
David Abel, A.S.C., né le 15 décembre 1883 à Amsterdam (Pays-Bas), décédé le 12 novembre 1973 à Los Angeles (Californie), est un directeur de la photographie néerlandais, ayant fait carrière aux États-Unis.

## Biographie
Installé aux États-Unis (ses parents — d'origine russe — et lui y émigrent lorsqu'il est enfant), David Abel débute en 1916 comme chef opérateur. À ce poste, il exerce sur cent-dix films américains (dont plus de la moitié muets), régulièrement jusqu'en 1937, année où il se retire quasiment, avant trois ultimes films respectivement sortis en 1942, 1944 et 1945.
Dans les années 1930, il travaille essentiellement au sein de la RKO Pictures et ainsi, collabore à plusieurs films musicaux produits par ce studio, dont cinq avec le couple Fred Astaire - Ginger Rogers : La Joyeuse Divorcée (1934), Le Danseur du dessus (1935), En suivant la flotte (1936) et L'Entreprenant Monsieur Petrov (1937), tous quatre réalisés par Mark Sandrich (qu'il retrouve par ailleurs), ainsi que Sur les ailes de la danse (1936), réalisé par George Stevens.
Parmi les autres réalisateurs qu'il assiste, citons Harry Beaumont (ex. : Beau Brummel en 1924, avec John Barrymore et Mary Astor), Frank Borzage (Le destin se joue la nuit en 1937, avec Charles Boyer et Jean Arthur), ou encore John Cromwell (ex. : Ann Vickers en 1933, avec Irene Dunne et Walter Huston).

David Abel est inhumé au Hollywood Forever Cemetery.

## Filmographie partielle
- 1916 : The Heiress at Coffee's Dan d'Edward Dillon
- 1916 : La Conquête de l'or (en) (A Sister of Six) de Chester M. Franklin et Sidney Franklin
- 1917 : Le Mauvais Garnement (The Bad Boy) de Chester Withey
- 1917 : Madame Bo-Peep de Chester Withey
- 1918 : Bas les masques ! (The Hun Within) de Chester Withey
- 1918 : Our Little Wife d'Edward Dillon
- 1918 : The Splendid Sinner d'Edwin Carewe
- 1918 : The Lady of the Dugout de W. S. Van Dyke
- 1919 : Maggie Pepper de Chester Withey
- 1919 : Dans la nuit (The New Moon) de Chester Withey
- 1919 : The Probation Wife de Sidney Franklin
- 1919 : Pour sa famille (The Way of a Woman) de Robert Z. Leonard
- 1920 : Elle aime et ment (She Loves and Lies) de Chester Withey
- 1920 : A Daughter of Two Worlds de James Young
- 1920 : The Woman gives de Roy William Neill
- 1920 : Unseen Forces de Sidney Franklin
- 1921 : Rip Van Winckle d'Edward Ludwig
- 1922 : The Primitive Lover de Sidney Franklin
- 1922 : Mixed Faces (en) de Rowland V. Lee
- 1922 : Little Miss Smiles de John Ford
- 1923 : Lovebound d'Henry Otto
- 1924 : A Lost Lady, de Harry Beaumont
- 1924 : Beau Brummel, de Harry Beaumont
- 1924 : La Seconde Jeunesse de M. Brunell (Babbitt), de Harry Beaumont
- 1925 : Three Weeks in Paris de Roy Del Ruth
- 1925 : How Baxter butted in de William Beaudine
- 1925 : Compromise d'Alan Crosland
- 1925 : Rose of the World d'Harry Beaumont
- 1925 : Les Sept Larrons en quarantaine (Seven Sinners) de Lewis Milestone
- 1926 : Pourvu que ça dure (The Caveman) de Lewis Milestone
- 1926 : Une riche veuve (Footloose Widows) de Roy Del Ruth
- 1926 : The Honeymoon Express de James Flood et Ernst Lubitsch
- 1927 : The Love Wager d'Henry Otto
- 1927 : The Black Diamond Express d'Howard Bretherton
- 1927 : Dearie d'Archie Mayo
- 1927 : The First Auto de Roy Del Ruth
- 1928 : Tenth Avenue de William C. de Mille
- 1928 : Le Clan des aigles (Stand and Deliver) de Donald Crisp
- 1929 : Voisins ennemis (Noisy Neighbors) de Charles Reisner
- 1929 : The Racketeer d'Howard Higgin
- 1929 : The Awfull Truth de Marshall Neilan
- 1930 : Grumpy de George Cukor et Cyril Gardner
- 1930 : Swing High de Joseph Santley
- 1930 : The Grand Parade de Fred C. Newmeyer
- 1930 : The Virtuous Sin de George Cukor et Louis Gasnier
- 1931 : La Folie des hommes (Rich Man's Folly) de John Cromwell
- 1931 : Scandal Sheet de John Cromwell
- 1931 : Huckleberry Finn de Norman Taurog
- 1931 : The Secret Call de Stuart Walker
- 1932 : Le Président fantôme (The Phantom President) de Norman Taurog
- 1932 : The Miracle Man de Norman Z. McLeod
- 1932 : Merrily We Go to Hell de Dorothy Arzner
- 1932 : Sky Bride de Stephen Roberts
- 1933 : The Crime of the Century de William Beaudine
- 1933 : Ann Vickers de John Cromwell
- 1933 : Idylle sous les toits (Rafter Romance) de William A. Seiter
- 1934 : Hips, Hips, Hooray ! de Mark Sandrich
- 1934 : This Man Is Mine de John Cromwell
- 1934 : Bachelor Bait de George Stevens
- 1934 : La Joyeuse Divorcée (The Gay Divorcee) de Mark Sandrich
- 1935 : The Case of the Curious Bride de Michael Curtiz
- 1935 : Le Danseur du dessus (Top Hat) de Mark Sandrich
- 1935 : Griseries (I dream too much) de John Cromwell
- 1936 : Make Way for a Lady de David Burton
- 1936 : Sur les ailes de la danse (Swing Time) de George Stevens
- 1936 : En suivant la flotte (Follow the Fleet) de Mark Sandrich
- 1937 : L'Avocat criminel (en) (Criminal Lawyer) de Christy Cabanne
- 1937 : L'Entreprenant Monsieur Petrov (Shall we dance) de Mark Sandrich
- 1937 : Le destin se joue la nuit (History is made at Night) de Frank Borzage
- 1942 : L'amour chante et danse (Holiday Inn) de Mark Sandrich
- 1944 : Hollywood Parade (Follow the Boys) d'A. Edward Sutherland
- 1945 : Les Caprices de Suzanne (The Affairs of Susan) de William A. Seiter